# زیتون‌لی (سیحان)
زیتون‌لی (به ترکی استانبولی: Zeytinli) یک منطقهٔ مسکونی در ترکیه است که در سیحان واقع شده‌است.